# Sander Berk
Sander Johannes Gerardes Berk (Nieuwveen, 10 de julio de 1979) es un deportista neerlandés que compitió en triatlón. Ganó una medalla de oro en el Campeonato Africano de Triatlón de 2010.

## Palmarés internacional
| Campeonato Africano | Campeonato Africano | Campeonato Africano | Campeonato Africano |
| Año                 | Lugar               | Medalla             | Prueba              |
| ------------------- | ------------------- | ------------------- | ------------------- |
| 2010                | Durban (Sudáfrica)  | Medalla de oro      | Individual          |

1. ↑  En algunas ediciones del Campeonato Africano se permitió la participación de triatletas de otros continentes.